# Podkamień (gmina w województwie stanisławowskim)
Podkamień – dawna gmina wiejska w powiecie rohatyńskim województwa stanisławowskiego II Rzeczypospolitej. Siedzibą gminy był Podkamień.
Gminę utworzono 1 sierpnia 1934 r. w ramach reformy na podstawie ustawy scaleniowej z dotychczasowych gmin wiejskich: Bieńkowce, Dehowa, Doliniany, Dziczki, Fraga, Jahłusz, Lubsza, Mełna, Podburze, Podkamień, Psary (część), Wyspa i Załanów.
Po II wojnie światowej obszar gminy znalazł się w ZSRR.